# Ben Browder
Robert Benedic Browder, detto Ben (Memphis, 11 dicembre 1962), è un attore statunitense che ha collezionato alcune apparizioni in show televisivi film e Serie TV prima di accettare il ruolo principale nelle serie di fantascienza Farscape e successivamente Stargate SG-1.

## Biografia

### Vita privata
Nato a Memphis, Browder è cresciuto a Charlotte. I suoi genitori erano proprietari di una scuderia di macchine da corsa. Frequentò la Furman University in Greenville (Carolina del Sud) e conseguì una laurea in psicologia. Fu una star della squadra di football della Furman. Browder incontrò sua moglie, l'attrice Francesca Buller, mentre studiava alla Central School of Speech and Drama a Londra. Ben e Francesca hanno un figlio e una figlia.

### Carriera
Browder è apparso come personaggio ricorrente nello show televisivo americano, Party of Five come Sam Brody nella terza stagione nel 1997. Browder e la moglie si trasferirono con i loro due figli in Australia durante le riprese di Farscape (1999–2002), nella cui serie Browder è l'astronauta Americano John Crichton. La Buller interpretò diversi ruoli nella serie. I due ritornarono negli Stati Uniti nel 2003 a seguito della cancellazione di Farscape. Ben ha ricevuto due Saturn Awards come Miglior Attore in un ruolo televisivo per la sua interpretazione in Farscape. È apparso nel 2004 nel film, A Killer Within, insieme a C. Thomas Howell e Sean Young. Ancora nel 2004, ha interpretato Lee Majors nel film TV Behind the Camera: The Unauthorised Story of Charlie's Angels.
Ha ripreso poi a interpretare nel 2004 sul canale SciFi la mini-serie, Farscape: The Peacekeeper Wars. La mini-serie si conclude lasciando intendere che Farscape, potrebbe avere un seguito.
A gennaio 2005, Browder prestò la voce al personaggio Bartholomew Aloysius "Bat" Lash in un episodio della serie animata Justice League Unlimited intitolato "The Once and Future Thing, Part 1: Weird Western Tales".
Browder è riapparso su SciFi Channel entrando nel cast di Stargate SG-1 per la nona stagione nel 2005. Interpretò il ruolo del Tenente Colonnello Cameron Mitchell, il nuovo ufficiale in comando della squadra. La sua collega in Farscape Claudia Black è apparsa in SG-1 sia in un episodio della ottava stagione intitolato "Prometheus Sciolta" e inoltre durante i primi episodi della nona stagione. Diviene poi un membro del cast fisso nella decima stagione. Alcuni episodi di Stargate SG-1 alludono scherzosamente a Farscape in parecchie occasioni durante il tempo che Browder e Black hanno passato insieme nelle rispettive serie. Nel 2012 ottiene un ruolo in un episodio
dell'ultima stagione della serie Chuck intitolato Chuck vs il treno proiettile.

## Filmografia

### Attore

#### Cinema
- Duncan's World, regia di John Clayton (1978)
- Memphis Belle, regia di Michael Caton-Jones (1990)
- Un bacio prima di morire (A Kiss Before Dying), regia di James Dearden (1991)
- Nevada, regia di Gary Tieche (1997)
- Boogie Boy, regia di Craig Hamann (1998)
- L'assassino è tra di noi (A Killer Within), regia di Brad Keller (2004)
- Bad Kids Go to Hell, regia di Matthew Spradlin (2012)
- The Adventures of RoboRex, regia di Stephen Shimek (2014)
- Dead Still, regia di Philip Adrian Booth (2014)
- Outlaws and Angels, regia di JT Mollner (2016)
- Guardiani della Galassia Vol. 2 (Guardians of the Galaxy Vol. 2), regia di James Gunn (2017)
- God Bless the Broken Road, regia di Harold Cronk (2018)
- Hoax, regia di Matt Allen (2019)
- Being, regia di Douglas C. Williams (2019)

#### Televisione
- Daughters of Privilege, regia di Michael Fresco – film TV (1991)
- Il segreto (Secrets), regia di Peter H. Hunt – film TV (1992)
- The Boys of Twilight – serie TV, episodi 1x01-1x02 (1992)
- Grace Under Fire – serie TV, episodi 1x03 (1993)
- Melrose Place – serie TV, episodi 2x25 (1994)
- Thunder Alley – serie TV, episodi 1x04 (1994)
- La signora in giallo (Murder, She Wrote) – serie TV, episodio 11x09 (1994)
- Big Dreams & Broken Hearts: The Dottie West Story, regia di Bill D'Elia – film TV (1995)
- False testimonianze (Innocent Victims), regia di Gilbert Cates – film TV (1996)
- Strangers – serie TV, episodi 1x01 (1996)
- Cinque in famiglia (Party of Five) – serie TV, 10 episodi (1996-1997)
- Steel Chariots, regia di Tommy Lee Wallace – film TV (1997)
- Una donna senza scrupoli (Bad to the Bone), regia di Bill Norton – film TV (1997)
- Martian Law, regia di Anthony Hickox – film TV (1998)
- 72 ore (The Sky's on Fire), regia di Dan Lerner – film TV (1999)
- Farscape – serie TV, 88 episodi (1999-2003)
- CSI: Miami – serie TV, episodio 1x22 (2003)
- Charlie's angels story - Fatti e misfatti (Behind the Camera: The Unauthorized Story of 'Charlie's Angels'), regia di Francine McDougall – film TV (2004)
- Farscape: The Peacekeeper Wars – miniserie TV, episodi 1x01-1x02 (2004)
- Stargate SG-1 – serie TV, 40 episodi (2005-2007)
- Chuck – serie TV, episodio 5x11 (2012)
- Doctor Who – serie TV, episodio 7x03 (2012)
- Arrow – serie TV, episodi 1x11-2x16 (2013-2014)
- CSI - Scena del crimine (CSI: Crime Scene Investigation) – serie TV, episodio 15x12 (2014)
- S.W.A.T. – serie TV, episodio 4x05 (2017)
- Criminal Minds – serie TV, episodio 13x11 (2018)
- All Rise – serie TV, episodio 1x16 (2020)

### Attore e regista

#### Cinema
- Bad Kids of Crestview Academy (2017)

## Doppiatori italiani
Nelle versioni in italiano delle opere in cui ha recitato, Ben Browder è stato doppiato da:
- Fabrizio Vidale in Un bacio prima di morire
- Francesco Bulckaen ne La signora in giallo
- Fabrizio Pucci in Farscape
- Riccardo Rossi in CSI: Miami
- Massimo De Ambrosis in Arrow
- Alberto Angrisano in CSI - Scena del crimine
- Andrea Lavagnino in Criminal Minds
- Simone D'Andrea in All Rise
- Sergio Lucchetti in Walker